# Marco Petta
Marco Petta OSBas (* 15. Januar 1921 in Piana degli Albanesi bei Palermo, Sizilien; † 26. September 2007 in Grottaferrata) war ein katholischer Ordensgeistlicher und Abt von Santa Maria di Grottaferrata.
Marco Petta trat dem Mönchsorden der Basilianer bei und empfing am 5. April 1945 die Priesterweihe. Lange Jahre war er Bibliothekar des Klosters. Als solcher untersuchte er die Herkunft griechischer Handschriften der Biblioteca Criptense, die nicht im Skriptorium des Klosters entstanden waren. Er war auch Herausgeber des Bollettino della Badia Greca di Grottaferrata, einer wissenschaftlichen Zeitschrift zur Geschichte des griechischen Mönchtums, zur Hagiographie und Kodikologie. 1994 wurde er zum Abt von Santa Maria in Grottaferrata gewählt, einem italo-byzantinischen Kloster, das zum Orden der Basilianer als Territorialabtei gehört. 2000 wurde seinem altersbedingten Rücktrittsgesuch stattgegeben.

## Veröffentlichungen (Auswahl)
- Appunti di bibliografia albanese: opere non segnalate nella Bibliographie Albanaise di Legrand-Guys e possedute dalla Biblioteca Criptense. In: BBGG 9, 1955, S. 28–42
- Inni inediti di Iob monaco. In: BBGG 19, 1965, S. 82–139
- Le fiere di Grottaferrata. Grottaferrata 1992[1]
- Tre manoscritti greci della chiesa parrocchiale di Galatone. In: BBGG 24, 1970
- L’inventario dei manoscritti criptensi del p. Placido Schiappacasse. In: BBGG 34, 1980, S. 3–36
- Apollinare Agresta, abate generale basiliano (1621-1695). Mammola 1981[2]
- La erezione dell’Abbazia di Grottaferrata a Monastero Esarchico. In: BBGG 42, 1988, S. 143–160
- Fonti per la storia del monachesimo basiliano nei secoli XVI-XVIII esistenti nell’archivio della Badia di Grottaferrata. In: BBGG 1963, S. 29–36